# Bilheteira dos cinemas em Portugal em 2012
Listas com o valor das receitas em euros (€) e o número de espectadores dos principais filmes lançados nos cinemas em Portugal, no ano de 2012.
Segundo o relatório do Observatório Europeu do Audiovisual, Portugal foi o país europeu que mais perdeu espectadores em 2012, com uma quebra de 12,3% em termos de número de bilhetes vendidos. Ao contrário da tendência geral, 2012 foi um ano positivo para o cinema português nas salas de cinema nacionais, dado que se registou sete vezes mais público do que em 2011, atingindo os 104 442 espectadores e uma receita bruta de 415 953 €.

## Filme com maior receita bruta em cada semana
| #  | Semana                         | Filme                                          | Receita bruta  | Espectadores |
| -- | ------------------------------ | ---------------------------------------------- | -------------- | ------------ |
| 1  | 29 de dezembro — 4 de janeiro  | Alvin e os Esquilos 3: Naufragados             | 360 003,87 €   | 75 038       |
| 2  | 5 — 11 de janeiro              | Sherlock Holmes: Jogo de Sombras               | 573 148,41 €   | 113 862      |
| 3  | 12 — 18 de janeiro             | Sherlock Holmes: Jogo de Sombras               | 352 853,32 €   | 70 061       |
| 4  | 19 — 25 de janeiro             | Os Descendentes                                | 354 504,32 €   | 71 529       |
| 5  | 26 de janeiro — 1 de fevereiro | Os Descendentes                                | 296 629,67 €   | 58 903       |
| 6  | 2 — 8 de fevereiro             | Os Marretas                                    | 271 880,96 €   | 52 774       |
| 7  | 9 — 15 de fevereiro            | Detenção de Risco                              | 243 571,94 €   | 49 017       |
| 8  | 16 — 22 de fevereiro           | A Invenção de Hugo                             | 448 230,06 €   | 66 081       |
| 9  | 23 — 29 de fevereiro           | A Invenção de Hugo                             | 240 843,47 €   | 35 583       |
| 10 | 1 — 7 de março                 | A Invenção de Hugo                             | 200 987,96 €   | 29 404       |
| 11 | 8 — 14 de março                | Viagem ao Centro da Terra 2: A Ilha Misteriosa | 192 331,88 €   | 27 644       |
| 12 | 15 — 21 de março               | John Carter                                    | 170 515,08 €   | 25 927       |
| 13 | 22 — 28 de março               | Lorax                                          | 305 861,10 €   | 49 706       |
| 14 | 29 de março — 4 de abril       | Lorax                                          | 433 409,24 €   | 70 419       |
| 15 | 5 — 11 de abril                | American Pie: O Reencontro                     | 620 976,97 €   | 122 410      |
| 16 | 12 — 18 de abril               | American Pie: O Reencontro                     | 391 838,47 €   | 77 236       |
| 17 | 19 — 25 de abril               | American Pie: O Reencontro                     | 285 080,00 €   | 55 501       |
| 18 | 26 de abril — 2 de maio        | Os Vingadores                                  | 727 565,59 €   | 114 139      |
| 19 | 3 — 9 de maio                  | Os Vingadores                                  | 288 457,72 €   | 45 440       |
| 20 | 10 — 16 de maio                | Sombras da Escuridão                           | 272 657,19 €   | 54 261       |
| 21 | 17 — 23 de maio                | O Ditador                                      | 388 591,06 €   | 76 946       |
| 22 | 24 — 30 de maio                | O Ditador                                      | 229 714,56 €   | 45 312       |
| 23 | 31 de maio — 6 de junho        | A Branca de Neve e o Caçador                   | 385 065,81 €   | 76 208       |
| 24 | 7 — 13 de junho                | Prometheus                                     | 397 081,77 €   | 65 048       |
| 25 | 14 — 20 de junho               | Prometheus                                     | 194 484,86 €   | 32 891       |
| 26 | 21 — 27 de junho               | Prometheus                                     | 105 462,54 €   | 18 096       |
| 27 | 28 de junho — 4 de julho       | A Idade do Gelo 4: Deriva Continental          | 905 891,04 €   | 149 651      |
| 28 | 5 — 11 de julho                | A Idade do Gelo 4: Deriva Continental          | 770 306,17 €   | 126 115      |
| 29 | 12 — 18 de julho               | A Idade do Gelo 4: Deriva Continental          | 519 926,77 €   | 85 936       |
| 30 | 19 — 25 de julho               | Ted                                            | 490 130,88 €   | 97 085       |
| 31 | 26 de julho — 1 de agosto      | Madagáscar 3                                   | 1 437 714,91 € | 236 822      |
| 32 | 2 — 8 de agosto                | Madagáscar 3                                   | 885 352,48 €   | 145 715      |
| 33 | 9 — 15 de agosto               | Madagáscar 3                                   | 618 537,64 €   | 103 596      |
| 34 | 16 — 22 de agosto              | Brave - Indomável                              | 726 717,13 €   | 119 503      |
| 35 | 23 — 29 de agosto              | Brave - Indomável                              | 573 122,30 €   | 95 085       |
| 36 | 30 de agosto — 5 de setembro   | Morangos com Açúcar - O Filme                  | 677 410,06 €   | 129 752      |
| 37 | 6 — 12 de setembro             | Balas & Bolinhos - O Último Capítulo           | 402 358,34 €   | 79 015       |
| 38 | 13 — 19 de setembro            | Balas & Bolinhos - O Último Capítulo           | 250 449,76 €   | 49 048       |
| 39 | 20 — 26 de setembro            | Para Roma com Amor                             | 266 557,28 €   | 52 325       |
| 40 | 27 de setembro — 3 de outubro  | Para Roma com Amor                             | 186 392,05 €   | 36 990       |
| 41 | 4 — 10 de outubro              | Taken - A Vingança                             | 294 376,41 €   | 58 922       |
| 42 | 11 — 17 de outubro             | Taken - A Vingança                             | 164 092,14 €   | 32 499       |
| 43 | 18 — 24 de outubro             | Astérix & Obélix: Ao Serviço de Sua Majestade  | 242 916,76 €   | 40 560       |
| 44 | 25 — 31 de outubro             | 007 - Skyfall                                  | 745 095,83 €   | 145 490      |
| 45 | 1 — 7 de novembro              | 007 - Skyfall                                  | 662 061,81 €   | 127 369      |
| 46 | 8 — 14 de novembro             | 007 - Skyfall                                  | 305 584,22 €   | 59 251       |
| 47 | 15 — 21 de novembro            | A Saga Twilight: Amanhecer - Parte 2           | 1 371 789,14 € | 264 083      |
| 48 | 22 — 28 de novembro            | A Saga Twilight: Amanhecer - Parte 2           | 596 653,19 €   | 116 071      |
| 49 | 29 de novembro — 5 de dezembro | A Saga Twilight: Amanhecer - Parte 2           | 304 780,26 €   | 58 765       |
| 50 | 6 — 12 de dezembro             | Anna Karenina                                  | 202 823,35 €   | 40 467       |
| 51 | 13 — 19 de dezembro            | O Hobbit: Uma Viagem Inesperada                | 869 941,08 €   | 144 544      |
| 52 | 20 — 26 de dezembro            | O Hobbit: Uma Viagem Inesperada                | 502 508,94 €   | 84 663       |

## Os 10 filmes mais vistos
| #  | Estreia                | Filme                                 | Receita bruta  | Espectadores |
| -- | ---------------------- | ------------------------------------- | -------------- | ------------ |
| 1  | 26 de julho de 2012    | Madagáscar 3                          | 3 728 806,41 € | 632 069      |
| 2  | 15 de novembro de 2012 | A Saga Twilight: Amanhecer - Parte 2  | 2 713 352,90 € | 524 944      |
| 3  | 28 de junho de 2012    | A Idade do Gelo 4: Deriva Continental | 3 027 088,80 € | 507 110      |
| 4  | 25 de outubro de 2012  | 007 - Skyfall                         | 2 402 790,70 € | 465 816      |
| 5  | 15 de agosto de 2012   | Brave - Indomável                     | 2 344 347,95 € | 397 530      |
| 6  | 19 de julho de 2012    | Ted                                   | 1 701 776,38 € | 334 271      |
| 7  | 5 de abril de 2012     | American Pie: O Reencontro            | 1 685 841,85 € | 331 906      |
| 8  | 2 de agosto de 2012    | O Cavaleiro das Trevas Renasce        | 1 661 297,00 € | 322 624      |
| 9  | 13 de dezembro de 2012 | O Hobbit: Uma Viagem Inesperada       | 1 798 261,13 € | 302 284      |
| 10 | 5 de janeiro de 2012   | Sherlock Holmes: Jogo de Sombras      | 1 407 680,09 € | 280 497      |

## Os 10 filmes nacionais mais vistos
| #  | Estreia                | Filme                                | Receita bruta  | Espectadores |
| -- | ---------------------- | ------------------------------------ | -------------- | ------------ |
| 1  | 6 de setembro de 2012  | Balas & Bolinhos - O Último Capítulo | 1 298 127,98 € | 256 158      |
| 2  | 30 de agosto de 2012   | Morangos com Açúcar - O Filme        | 1 232 725,90 € | 238 200      |
| 3  | 8 de novembro de 2012  | O Cônsul de Bordéus                  | 254 184,20 €   | 50 919       |
| 4  | 4 de outubro de 2012   | Linhas de Wellington                 | 227 841,01 €   | 49 454       |
| 5  | 8 de março de 2012     | Florbela                             | 175 964,41 €   | 40 875       |
| 6  | 31 de maio de 2012     | Cosmopolis                           | 148 393,27 €   | 29 944       |
| 7  | 5 de abril de 2012     | Tabu                                 | 106 682,51 €   | 21 169       |
| 8  | 19 de abril de 2012    | Assim Assim                          | 60 147,53 €    | 11 726       |
| 9  | 19 de abril de 2012    | Capitães da Areia                    | 61 226,47 €    | 11 691       |
| 10 | 22 de novembro de 2012 | Operação Outono                      | 33 076,30 €    | 7 168        |

Nota: A cor de fundo       indica que o filme foi coproduzido com outros países.

## Exibição por distrito / região autónoma
| Distrito         | Ecrãs | Lugares | Sessões | Receita bruta   | Espectadores |
| ---------------- | ----- | ------- | ------- | --------------- | ------------ |
| Aveiro           | 26    | 6 074   | 24 747  | 2 325 722,39 €  | 426 987      |
| Beja             | 6     | 1 972   | 212     | 23 175,20 €     | 9 819        |
| Braga            | 35    | 7 731   | 34 605  | 4 020 422,47 €  | 784 395      |
| Bragança         | 6     | 1 293   | 317     | 20 712,50 €     | 7 926        |
| Castelo Branco   | 12    | 2 325   | 9 498   | 704 852,60 €    | 133 129      |
| Coimbra          | 25    | 4 758   | 28 343  | 2 783 455,45 €  | 503 224      |
| Évora            | 9     | 1 849   | 343     | 36 271,43 €     | 15 279       |
| Faro             | 36    | 5 558   | 46 195  | 4 360 580,42 €  | 791 657      |
| Guarda           | 10    | 1 921   | 4 376   | 247 481,45 €    | 61 669       |
| Leiria           | 24    | 4 618   | 23 707  | 2 134 871,36 €  | 387 585      |
| Lisboa           | 158   | 28 541  | 229 059 | 29 042 235,01 € | 5 263 080    |
| Portalegre       | 2     | 458     | 20      | 2 578,78 €      | 890          |
| Porto            | 89    | 17 359  | 118 567 | 15 176 834,86 € | 3 044 893    |
| Santarém         | 15    | 3 391   | 11 451  | 1 055 937,90 €  | 195 356      |
| Setúbal          | 50    | 11 588  | 52 112  | 7 268 763,41 €  | 1 305 373    |
| Viana do Castelo | 8     | 1 661   | 5 509   | 731 572,25 €    | 137 213      |
| Vila Real        | 9     | 1 247   | 8 763   | 832 939,47 €    | 148 320      |
| Viseu            | 14    | 2 240   | 14 010  | 1 207 886,06 €  | 213 309      |
| Açores           | 4     | 562     | 5 233   | 586 208,50 €    | 105 808      |
| Madeira          | 13    | 2 676   | 17 984  | 1 392 169,86 €  | 274 660      |
| Total nacional   | 551   | 107 822 | 635 051 | 73 954 671,37 € | 13 810 572   |